# Michael Rich
Michael Rich (Friburgo, Alemania, 23 de septiembre de 1969) es un ex ciclista profesional alemán. Se convirtió en campeón olímpico en 100km contrarreloj por equipos en 1992 antes de pasar a profesional en 1997.

## Palmarés
| 1992 (como amateur) - 1 etapa del Vuelta a Austria 1994 (como amateur) - 1 etapa de la Carrera de la Paz - 1 etapa del Regio-Tour - 3.º en el Campeonato de Alemania Contrarreloj 1996 (como amateur) - 3.º en el Campeonato de Alemania Contrarreloj 1999 - Rapport Toer, más 3 etapas - 1 etapa del Regio-Tour - 1 etapa de la Trans Canada 2000 - Campeonato de Alemania Contrarreloj - 2.º en el Campeonato Mundial Contrarreloj - Tour de la Somme, más 1 etapa - 1 etapa de la Vuelta a Baviera - G. P. EnBW 2001 - 1 etapa de la Vuelta a la Baja Sajonia 2002 - Chrono des Nations-Les Herbiers-Vendée - Karlsruher Versicherungs G. P. (haciendo pareja con Uwe Peschel) - Vuelta a Baviera más 1 etapa - 1 etapa de la Vuelta a la Baja Sajonia - 1 etapa de la Vuelta a Alemania - 1 etapa del Tour de Poitou-Charentes - 2.º en el Campeonato Mundial Contrarreloj - 2.º en el Campeonato de Alemania Contrarreloj | 2003 - Campeonato de Alemania Contrarreloj - Gran Premio de las Naciones - G.P. Eddy Merckx (haciendo pareja con Uwe Peschel) - Karlsruher Versicherungs G. P. (haciendo pareja con Sebastian Lang) - Vuelta a Baviera, más 1 etapa - 1 etapa de la Vuelta a la Baja Sajonia - Chrono des Nations-Les Herbiers-Vendée - 3.º en el Campeonato Mundial Contrarreloj 2004 - Campeonato de Alemania Contrarreloj - Gran Premio de las Naciones - 1 etapa de la Vuelta a Baviera - 1 etapa de la Vuelta a Alemania - 1 etapa del Tour de Hesse - 2.º en el Campeonato Mundial Contrarreloj 2005 - Campeonato de Alemania Contrarreloj - Vuelta a Baviera - Tour de Rhénanie-Palatinat - 1 etapa de la Ster Elektrotoer 2006 - 2.º en el Campeonato de Alemania Contrarreloj |

## Equipos
- T-Mobile Team (1994)[1]
- Saeco (1997-1998)
- Gerolsteiner (1999-2006)